# Maggie’s Madness
Maggie's Madness war eine deutsche Hard-Rock-/Heavy-Metal-Band aus Nürnberg.

## Geschichte

### 1974 bis 1981: Gründung und Debütalbum
Die Band wurde 1974 in Nürnberg von den Gitarristen Franz Zellner und Joe Bleicher als Amateurband gegründet. Zur Anfangsbesetzung gehörten Bernd Krieger (Bass) und Hans Georg von Schuh (Schlagzeug). Zunächst wurde gecovert und die Band erspielte sich schnell eine regionale Bekanntheit in der Club- und Partyszene. Parallel dazu wurden eigene Songs geschrieben und in das Programm aufgenommen. Nachdem ab 1976 Herwig Mayer die Band an den Keyboards ergänzt hatte, wurde das Covern ganz aufgegeben.
1978 wurde die Band zu einer kreativen Pause gezwungen, da drei der Bandmitglieder zum Grundwehrdienst eingezogen wurden. Danach schied Mayer aus persönlichen Gründen aus, und Peter Tobolla übernahm den E-Bass von Bernd Krieger, der in den Folgejahren die Musikzentrale (MUZ) mit aufbaute. Es entstand der typische Maggie´s Madness Sound mit Songs wie Lady Starlight oder Space Base.

### 1980 bis 1984
1980 übernahm Michael Dudek die Rolle als Sänger der Band. Mit ihm wurde 1980 im Tonstudio Brutkasten in Nürnberg das Debütalbum Maggie's Madness eingespielt und von Peter Klimek und Klaus Back († 2010) abgemischt. Es enthält Eigenkompositionen des Genre Hard Rock mit eingängigen Melodien, unter anderem auch die oben genannten Titel. Es erschien 1981 als Langspielplatte und erzielte einige Achtungserfolge. Das Album ist heute in Sammlerkreisen eine begehrte Rare-Vinyl und erzielt auf Sammlerbörsen regelmäßig Preise zu einem Vielfachen des Erstausgabepreises.
Zusätzlich verstärkte ab 1982 Wolfgang Lang an den Keyboards das Line-Up. Hierdurch wurde der Sound der Band wesentlich variabler. Zu dieser Zeit waren Maggie´s Madness regional für ihre aufwändige Bühnenshow mit Pyrotechnik, Lasershow usw. bekannt. Die Konzerte waren regelmäßig ausverkauft und die Band in den Medien präsent.
Die Band tourte dann im Laufe der 1980er Jahre quer durch Europa, u. a. mit Accept, Uriah Heep, Wishbone Ash und Herman Brood und kam bei dem belgischen Label Mausoleum Records unter Vertrag.
1983 produzierte Maggie´s Madness im Tonstudio Schloß Prüfening in Regensburg die LP On Fire mit Jürgen Weigt am Mischpult. Dieses Album wurde 1983 zunächst als Vinyl-Langspielplatte veröffentlicht, stieg in die internationalen Heavy-Metal-Charts ein und wurde 2016 neu aufgelegt. Nach Veröffentlichung dieser LP verließ Peter Tobolla die Band und wurde zunächst durch Siggi Doreth ersetzt, der seinerseits den Bass 1984 an Harald Schuster weitergab.

### 1985 bis 1987
1985 wurde Mausoleum Records insolvent und die Band wechselte zu Roadrunner Records. Mit Friedel Ammon (Revolver) als Produzenten wurde im HorusSound Studio in Hannover ein drittes Album produziert. Ohne Absprachen mit der Band veröffentlichte Roadrunner Records dieses unter dem eigenmächtig geänderten Bandnamen Wildcat, da man dort Komplikationen mit der zeitgleich aktiven Ska-Band Madness vermeiden wollte. Darüber hinaus landete das von der Plattenfirma erstellte, sexistische Albumcover von Love Attack in Deutschland auf dem Index und den No-Play-Lists. International verkaufte sich das Album allerdings gut. Harald Schuster übergab im Zuge dessen den Bass an Michael Andrasch, der allerdings nach kurzem Gastspiel wiederum für Peter Tobolla Platz machte, der damit endgültig zurück zur Band fand.
Die Band löste ihren Vertrag mit Roadrunner auf. Hans Georg von Schuh und Jochen Bleicher verließen die Gruppe daraufhin. Peter Tobolla, Franz Zellner und Mike Dudek heuerten den damals noch weitgehend unbekannten Drummer Daniel Zimmermann  (später Gamma Ray, Freedom Call) an und führten die Band unter dem Namen Wildcat noch bis 1987 erfolgreich fort. Danach trennten sich die Wege der Musiker.
Franz Zellner gründete 1989 ein eigenes Label sowie das StarlightSoundStudio in Nürnberg. Mit Peter Tobolla am Bass, Jo Schmidt an den Drums und Robbo Stöltzel als Sänger veröffentlichte er mehrere Alben unter dem Namen Private Angel im Genre Adult Orientated Rock.

### 2000er Jahre
Mit dem Ex-Chainbreaker-Sänger Eddie Rößler produzierte Maggie´s Madness anlässlich des 40-jährigen Gründungsjubiläums 2014 zunächst die Doppel-CD Waking Up the Dead und war bis 2019 auch wieder live zu sehen. Ende 2017 folgte das fünfte Studioalbum Pushed to the Limit. Als sechstes Studioalbum wurde 2019 Rock the Nation veröffentlicht. Etwa gleichzeitig verließ Keyboarder Wolfgang Lang die Band und wurde durch Thilo Boegner ersetzt.

## Diskografie
- 1980: Maggie’s Madness
- 1983: On Fire (Mausoleum Records)[3]
- 1985: Love Attack (als Wildcat) (Roadrunner Records)[7]
- 2015: Waking Up the Dead (Starlight Sound Studio, 7hard)
- 2017: Pushed to the Limit (Starlight Sound Studio, 7hard)
- 2019: Rock the Nation (Starlight Sound Studio)